# Kościoły wschodnie
Kościoły wschodnie – zbiorcza nazwa Kościołów chrześcijańskich mających swoje korzenie na terenach starożytnych patriarchatów: Konstantynopola, Aleksandrii, Antiochii i Jerozolimy. Właściwe Kościoły wschodnie zwane ortodoksyjnymi dzielą się na trzy grupy powstałe na skutek różnych interpretacji dogmatów chrystologicznych.

## Kościoły asyryjskie
Kościoły asyryjskie wyznają doktrynę przedefeską. Nie przyjęły kanonów soboru w Efezie (431). Wyznawcy Kościołów asyryjskich popularnie zwani są nestorianami.

### Ryt chaldejski (wschodniosyryjski)
- Asyryjski Kościół Wschodu
  - Asyryjski Kościół Wschodu w Indiach[1]
- Starożytny Kościół Wschodu
- Kościół Chrystusa Dobrego Pasterza w Australii

## Kościoły orientalne
Kościoły orientalne wyznają doktrynę przedchalcedońską. Nie przyjęły uchwał soboru chalcedońskiego (451). Wierni tych Kościołów znani są pod nazwą monofizytów.

### Ryt antiocheński (zachodniosyryjski)
- Syryjski Kościół Ortodoksyjny
  - Malankarski Syryjski Kościół Ortodoksyjny
- Malankarski Kościół Ortodoksyjny
- Niezależny Kościół Malabarski

### Ryt aleksandryjski
- Koptyjski Kościół Ortodoksyjny
- Etiopski Kościół Ortodoksyjny
- Erytrejski Kościół Ortodoksyjny

### Ryt ormiański
- Apostolski Kościół Ormiański

## Kościoły prawosławne
Chrześcijanie prawosławni przyjmują postanowienia siedmiu pierwszych soborów powszechnych (325–787). Stanowią największy odsetek wyznawców wśród wszystkich grup Kościołów wschodnich.
Na Kościół prawosławny składają się Cerkwie kanoniczne pozostające we wzajemnej łączności oraz łączności z Patriarchą Ekumenicznym Konstantynopola. Pełnoprawnymi członkami wspólnoty są Kościoły autokefaliczne, natomiast wyodrębnione organizacyjnie, ale podległe im jurysdykcyjnie są Kościoły autonomiczne.
Obok Kościołów kanonicznych istnieją również Cerkwie prawosławne o nieuregulowanym lub niejasnym statusie zwane niekanonicznymi. Kościoły te z różnych przyczyn nie posiadają wszystkich przymiotów kanoniczności i w związku z tym nie są uznawane przez wszystkie Kościoły autokefaliczne. 

### Ryt bizantyjski
Kościoły prawosławne – kanoniczne
- Patriarchat Ekumeniczny Konstantynopola
  - Fiński Kościół Prawosławny
  - Estoński Apostolski Kościół Prawosławny[3]
  - Kościół Prawosławny Krety
  - Samorządna Wspólnota Mnisza z Athos
  - Ukraiński Kościół Prawosławny Stanów Zjednoczonych
  - Ukraiński Kościół Prawosławny Kanady
  - Amerykańska Karpato-Rusińska Diecezja
  - Patriarszy Egzarchat Prawosławnych Parafii Rosyjskiej Tradycji w Europie Zachodniej
  - Albańska Prawosławna Diecezja Ameryki
- Patriarchat Aleksandrii i Afryki
- Patriarchat Antiochii
  - Antiocheńska Prawosławna Archidiecezja Północnej Ameryki
- Patriarchat Jerozolimy
  - Klasztor Świętej Katarzyny
- Rosyjski Kościół Prawosławny
  - Japoński Kościół Prawosławny
  - Chiński Kościół Prawosławny
  - Ukraiński Kościół Prawosławny Patriarchatu Moskiewskiego
  - Mołdawski Kościół Prawosławny
  - Łotewski Kościół Prawosławny
  - Estoński Kościół Prawosławny
  - Rosyjska Cerkiew Prawosławna poza granicami Rosji
  - Egzarchat Białoruski Patriarchatu Moskiewskiego
- Gruziński Kościół Prawosławny
- Serbski Kościół Prawosławny
  - Archidiecezja ochrydzka
- Rumuński Kościół Prawosławny
  - Metropolia Besarabii[4]
- Bułgarski Kościół Prawosławny
- Cypryjski Kościół Prawosławny
- Grecki Kościół Prawosławny
- Polski Autokefaliczny Kościół Prawosławny
- Albański Kościół Prawosławny
- Kościół Prawosławny Czech i Słowacji
- Kościół Prawosławny Ukrainy
- Kościół Prawosławny w Ameryce[5]
- Macedoński Kościół Prawosławny

Kościoły prawosławne – niekanoniczne
- Abchaski Kościół Prawosławny
- Białoruski Autokefaliczny Kościół Prawosławny
- Czarnogórski Kościół Prawosławny

- Staroobrzędowcy
  - bezpopowcy
  - popowcy
    - Rosyjska Prawosławna Cerkiew Staroobrzędowa
    - Rosyjska Cerkiew Staroprawosławna
- Starokalendarzowcy

## Katolickie Kościoły wschodnie
Katolickie Kościoły Wschodnie pozostają w jedności ze Stolicą Apostolską i uznają władzę oraz autorytet papieża. Po przyjęciu doktryny katolickiej Kościoły te zachowały liturgie Kościołów wschodnich, z których się wyodrębniły. Wyznawców tych Kościołów nazywa się katolikami wschodnimi lub unitami.

### Ryt chaldejski (wschodniosyryjski)
- Kościół chaldejski
- Syromalabarski Kościół katolicki

### Ryt antiocheński (zachodniosyryjski)
- Kościół katolicki obrządku syryjskiego
- Syromalankarski Kościół katolicki
- Kościół maronicki[6]

### Ryt aleksandryjski
- Kościół katolicki obrządku koptyjskiego
- Kościół katolicki obrządku etiopskiego
- Kościół katolicki obrządku erytrejskiego

### Ryt ormiański
- Kościół katolicki obrządku ormiańskiego

### Ryt bizantyjski
- Kościół melchicki

- Kościoły greckokatolickie
  - Grecki Kościół katolicki
  - Kościół katolicki obrządku bizantyjsko-albańskiego
  - Kościół katolicki obrządku bizantyjsko-białoruskiego
  - Bułgarski Kościół katolicki
  - Chorwacki Kościół greckokatolicki
  - Macedoński Kościół Greckokatolicki
  - Kościół katolicki obrządku bizantyjsko-węgierskiego
  - Kościół katolicki obrządku bizantyjsko-włoskiego[7]
  - Kościół Rumuński Zjednoczony z Rzymem
  - Kościół katolicki obrządku bizantyjsko-rosyjskiego
  - Kościół katolicki obrządku bizantyjsko-słowiańskiego
  - Kościół katolicki obrządku bizantyjsko-rusińskiego
  - Kościół katolicki obrządku bizantyjsko-słowackiego
  - Kościół katolicki obrządku bizantyjsko-ukraińskiego

## Protestanckie Kościoły wschodnie

### Kościoły wschodnie doktryny anglikańskiej
Kościoły wschodnie, wywodzące się z tradycji chrześcijaństwa indyjskiego. Wyłoniły się z Kościoła malankarskiego. Zostały zreformowane pod wpływem misjonarzy brytyjskich i przyjęły doktrynę anglikańską. Pozostają w pełnej komunii ze Wspólnotą Anglikańską.

#### Ryt antiocheński (zachodniosyryjski)
- Indyjski Kościół Mar Thoma

### Kościoły wschodnie doktryny ewangelickiej
Kościoły wschodnie wywodzące się z różnych tradycji liturgicznych, które przyjmując naukę i zasady ewangelickie pozostawiły własną liturgię. Zostały utworzone przez grupy reformatorsko nastawionych wyznawców Kościołów wschodnich lub pod wpływem działalności misjonarzy protestanckich.

#### Ryt antiocheński (zachodniosyryjski)
- Ewangelicki Kościół Świętego Tomasza

#### Ryt bizantyjski
- Ukraiński Kościół Luterański

#### Ryt ormiański
- Ormiański Kościół Ewangelicki
  - Unia Ormiańskich Kościołów Ewangelickich Bliskiego Wschodu
  - Ormiańska Unia Ewangelicka Ameryki Północnej
  - Ormiańska Unia Ewangelicka Francji
  - Unia Ewangelickich Kościołów w Armenii
  - Ormiańska Unia Ewangelicka Eurazji
  - Ormiańskie Ewangelickie Stowarzyszenie Europy
  - Unia Ormiańskich Ewangelickich Stowarzyszeń w Bułgarii